# (68718) Safi
(68718) Safi (2002 DQ) – planetoida z pasa głównego asteroid okrążająca Słońce w ciągu 4,05 lat w średniej odległości 2,54 j.a. Odkryta 17 lutego 2002 roku.